# ميليا السكاكيني
ميليا السكاكيني (1890 - 1966) هي وطنية فلسطينية. كانت مديرة مدرسة وأحد مؤسسي جمعية المرأة العربية في فلسطين.

## بداية حيتها
ولد ميليا السكاكيني عام 1890. وكان شقيقها الأكبر القومي العربي خليل السكاكيني. التحقت بمدرسة في القدس قبل أن تتدرب كمعلمة في كلية بيت جالا التي نظمها الروس.
وفي 1917-1918، ألقي القبض على شقيقها بسبب صداقته مع رجل يشتبه في أنه جاسوس أمريكي. زارت ميليا شقيقها أثناء احتجازه.
ميليا كانت مسيحية فلسطينية. أسست هي وزليخة الشهابي، وهي مسلمة، أول نادي للاتحاد النسائي العربي عام 1921.

## تاريخ نضالها
في بداية الانتداب البريطاني على فلسطين، قادت مجموعة من النساء اللاتي سارن إلى منزل الحاكم البريطاني للاحتجاج على وعد بلفور. قالت إن العثمانيين حكموا لعدة قرون لكنها وجدت الاستعمار البريطاني غير مقبول. كمسيحية كانت تتمتع بقيود أقل من المسلمين. كانت تزور أبناء أخيها دوما وهلا، وكانوا يتطلعون إلى الأخبار التي يمكن أن تحضرها معهم من رحلاتها الأقل قيودًا.

## حياتها المهنية
أصبحت معلمة، وهي واحدة من أكثر الوظائف المرغوبة للمرأة على الرغم من أن أحجام الفصول الدراسية قد تصل إلى ثمانين. قادت مدرسة كمديرة مدرسة.

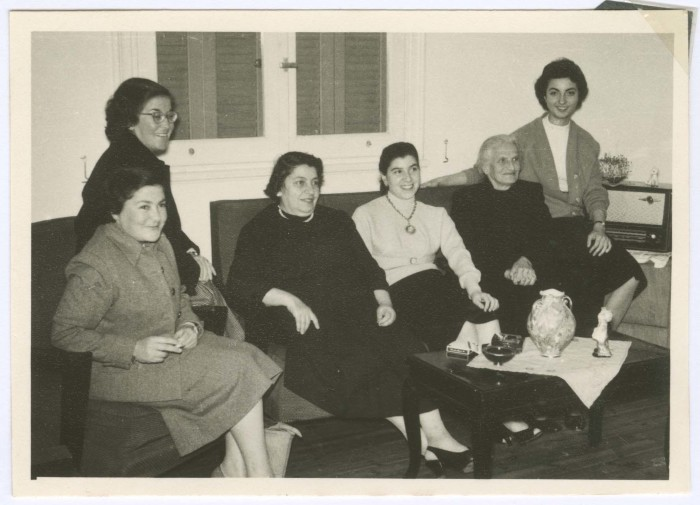
هالة ودوما السكاكيني على اليسار وميليا هما الأخيران على اليمين في هذه المجموعة العائلية

كانت من مؤسسي جمعية المرأة العربية في فلسطين عام 1929. كانت تبلغ من العمر 39 عامًا في ذلك الوقت وواحدة من المؤسسين الأكبر سناً الذين لم يكونوا متزوجين. في البداية كانت النساء المتزوجات هم من قادوا المنظمة ولكن مع مرور الوقت أصبحت النساء العازبات أكثر بروزًا. كان للمنظمة روابط قوية باللجنة التنفيذية العربية (AEC) حيث كان العديد من المؤسسين متزوجين من أعضاء اللجنة التنفيذية العربية وكان شقيقها عضوًا في اللجنة التنفيذية العربية.
كانت واحدة من عدد من النساء العازبات الأكبر سناً مثل زهية النشاشيبي [الإنجليزية] التي أصبحت ناشطة في المنظمات النسائية.
كان من الممكن أن تتضرر سمعتهم، لكن أقدميتهم ودعم أسرهم كان يحميهم. لقد انتخبهم أعضاء المنظمات لأنه كان لديهم الوقت والطاقة لتكريس أنفسهم لهذه القضية.

## الوفاة
توفيت عام 1966.